# HoboSapiens
HoboSapiens è l'album da solista di John Cale, ex membro dei The Velvet Underground. L'album è stato pubblicato a ottobre 2003 via EMI Records. Tutte le tracce sono state scritte e arrangiate da John Cale. Sotto AllMusic ha vinto quattro stelle e mezzo su cinque stelle possibili.

## Tracce
--- Set Me Free (traccia fantasma) – 4:35
1. Zen – 6:03
2. Reading My Mind – 4:11
3. Things – 3:36
4. Look Horizon – 5:40
5. Magritte – 4:58
6. Archimedes – 4:40
7. Caravan – 6:43
8. Bicycle – 5:05
9. Twilight Zone – 3:49
10. Letter From Abroad – 5:10
11. Things X – 4:50
12. Over Her Head – 5:22

## Formazione
- John Cale: voce, tastiera, chitarra, viola elettrica, programmazione, batteria elettronica, basso, harmonium
- Andy Green: chitarra, programmazione, batteria elettronica
- Erik Sanko: basso
- Joe Gore: chitarra
- Ryan Coseboom: batteria elettronica, programmazione
- Michael "Count" Eldridge: batteria elettronica, programmazione
- Marco Giovino: batteria, percussioni
- Lance Doss: chitarra, cori
- John Kurzweig: chitarra
- Joel Mark: chitarra, basso
- Jeff Eyrich: chitarra
- Bill Swartz: batteria
- Dimitri Tikovoi: batteria elettronica, programmazione
- Brian Foreman: basso
- Shelley Harland: batteria elettronica, programmazione
- Emil Miland: violoncello